# Mycula
Mycula là một chi nhện trong họ Linyphiidae.